# Johann Leicker
Johann Walter Leicker (* 11. Dezember 1772 in Wehrheim; † 2. August 1844 ebenda) war ein nassauischer Politiker und ehemaliger Abgeordneter der 2. Kammer der Landstände des Herzogtums Nassau.

## Familie
Johann Leicker war der Sohn des Schulheißen Georg Philipp Leicker (*um 1730;†  30. Oktober 1809 in Wehrheim) und seiner Frau Anna Margarethe, geborene Schmidt (*um 1736; † 31. Oktober 1804 in Wehrheim). Johann Leicker heiratete am 31. Mai 1792 in Wehrheim Catharina geborene Allendörfer (* 27. Januar 1770 in Wehrheim; † 10. Februar 1844 in Wehrheim), die Tochter des Strumpffabrikanten Johann Philipp Allendörfer und dessen Frau Anna Maria geborene Wagner († 10. Februar 1844 in Wehrheim). Johann Leicker war evangelisch.

## Politik
Johann Leicker war Gutsbesitzer in Wehrheim. 1822 wurde er für die Gruppe der Grundbesitzer Weilburg in die Deputiertenkammer gewählt. Es handelte sich um eine Nachwahl für Jacob Borkholder, der sein Mandat niedergelegt hatte. Dem Landtag gehörte Johann Leicker bis 1832 an.